# Cladium mariscoides
Cladium mariscoides  là một loài thực vật có hoa trong họ Cói. Loài này được (Muhl.) Torr. mô tả khoa học đầu tiên năm 1836.

## Hình ảnh

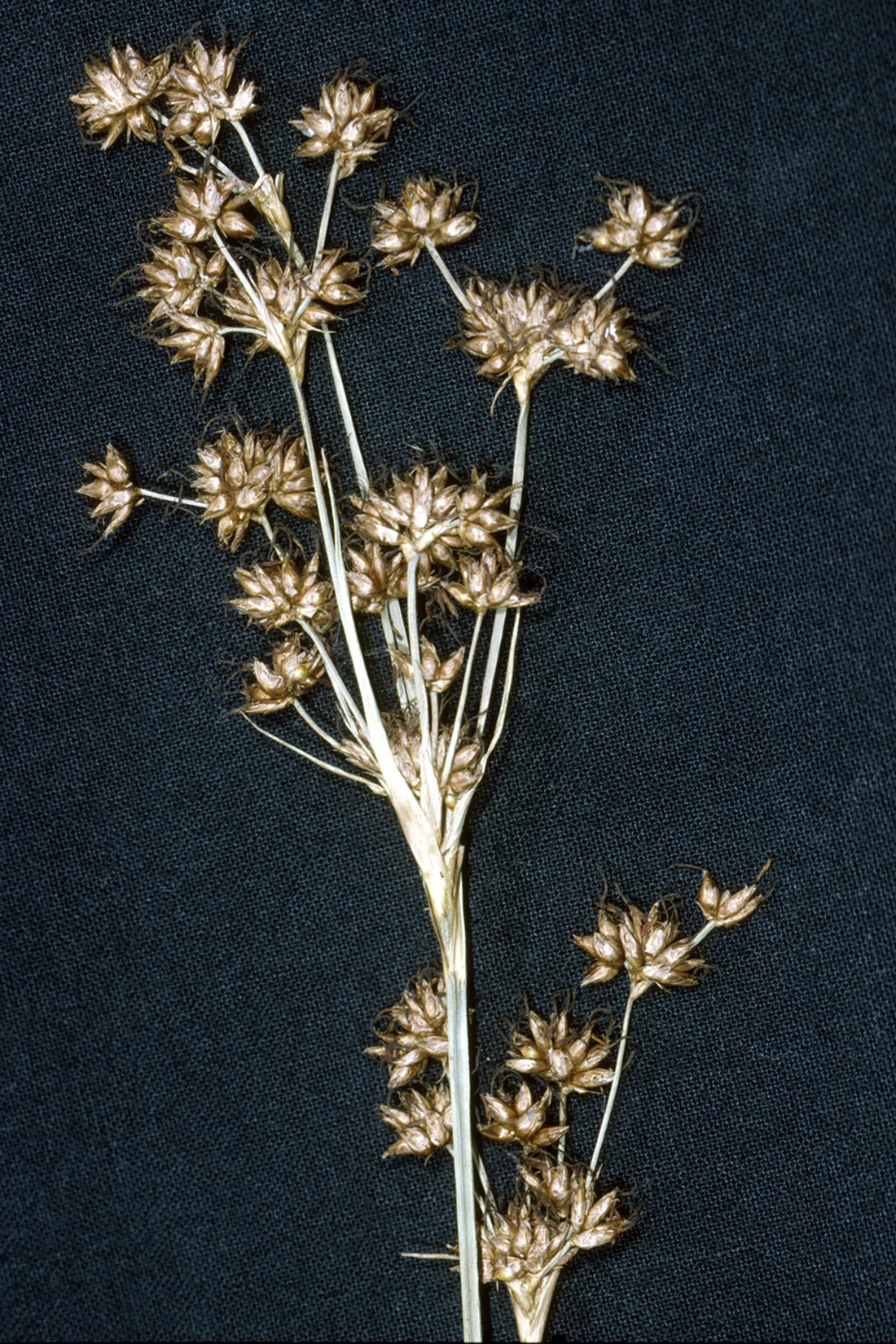